# Шютц, Каспар
Каспар Шютц (нем. Caspar Schütz; около 1540 года, Айслебен — 16 сентября 1594, Данциг) — немецкий историк.
В 1562—1565 гг. преподавал поэтику в Кёнигсбергском университете, затем посвятил себя изучению истории Пруссии и перебрался в Данциг. Собрал старинные тексты и летописи, написал историю города. Главный труд Шютца вышел в свет в 1592 году в Цербсте в 10 книгах под названием Historia Rerum Prussicarum и описывал историю Пруссии до 1525 года.